# Koninklijke Nederlandsch-Indische Luchtvaart Maatschappij
De Koninklijke Nederlandsch-Indische Luchtvaart Maatschappij (afgekort tot KNILM) is de voormalige luchtvaartmaatschappij van Nederlands-Indië. De KNILM was geen dochteronderneming van de KLM, zoals vaak wordt gedacht. Het was een zelfstandige onderneming die wel sterke banden had met de KLM, onder meer doordat KLM-directeur Albert Plesman ook een bestuursfunctie had bij de KNILM.
Hoewel de KNILM qua naam bijna gelijk is aan het KNIL (Koninklijk Nederlandsch-Indisch Leger), stond ze geheel los hiervan.

## Oprichting

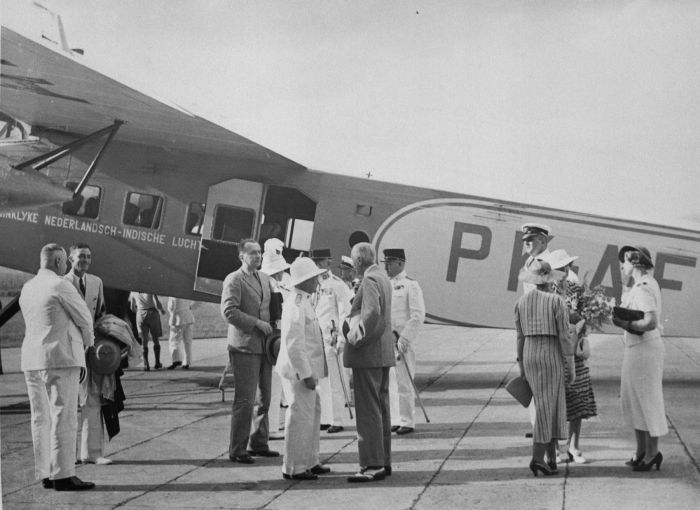
Hoogwaardigheidsbekleders bij een vliegtuig van de KNILM op vliegveld Andir bij Bandoeng

Het bedrijf werd op 16 juli 1928 opgericht en bood luchtverbindingen aan binnen Nederlands-Indië, het huidige Indonesië. De eerste retourverbindingen waren die tussen Batavia - Bandoeng en Batavia - Semarang vanaf 1 november 1928. Deze laatste lijn werd later doorgetrokken naar de havenstad Soerabaja. Geleidelijk aan werd het luchtnet uitgebreid met vluchten naar bestemmingen op andere eilanden in de archipel, zoals Palembang en Medan op Sumatra, de oliehavens Balikpapan en Tarakan op Borneo en het vakantie-eiland Bali. In de jaren vlak vóór de Tweede Wereldoorlog kwam er ook een uitgebreid net tot stand met bestemmingen in het oosten van de Indonesische archipel, zoals Ambon. Hiervoor werden speciale amfibievliegtuigen aangeschaft, die op het water konden landen.
Al in 1930 kwam de eerste internationale luchtverbinding tot stand met Singapore. Op 3 juli 1938 volgde een luchtlijn met Sydney in Australië, via Darwin, Cloncurry en Charleville. In de periode 1935-1937 werden drie Havilland Dragon Rapide door de KNILM ingezet voor de luchtkartering van Nieuw-Guinea.

## Tweede Wereldoorlog - Militarisatie van de KNILM
Tijdens de Japanse aanval op Nederlands-Indië werd de KNILM ingezet voor evacuatievluchten en transport voor de Nederlands-Indische strijdkrachten. Als voorbereiding op de onvermijdelijke Japanse invasie werden vliegtuigen van de KNILM geverfd in camouflagekleuren en voorzien van extra brandstoftanks. De camouflagepatronen waren ontworpen door het leger, dat dikwijls de KNILM-vliegtuigen gebruikte voor troepenbewegingen binnen de archipel. Zo werd op 28 december 1941 op het vliegveld van Medan de DC-3 Nandoe PK-ALN van de KNILM door Japanse jachtvliegtuigen aangevallen vernietigd waarbij de bemanningsleden en passagiers ternauwernood ontkwamen.
Vlak vóór en na de Japanse invasie van Java op 1 maart 1942 werden alle KNILM-vliegtuigen met voldoende vliegbereik geëvacueerd naar Australië. In de nacht van 7 maart 1942, een dag voor de capitulatie van Java, vertrok het laatste KNILM-vliegtuig, de DC-3 PK-ALW Wielewaal vanaf de Boeabatoeweg in Bandoeng, met aan boord onder meer luitenant-gouverneur-generaal dr. H. van Mook. Een aantal vliegtuigen kwam in Darwin in Australië aan en werd daar vervolgens op de grond bij een Japanse luchtaanval beschadigd of vernietigd, zoals ook het geval was bij de DC-3 Pelikaan PK-ALV en bij de DC-3 PK-ALO tijdens de aanval op Broome op 3 maart 1942. Na de capitulatie van Java waren nog elf KNILM-vliegtuigen over in Australië (3 Douglas DC-5, 2 DC-3, 2 DC-2 en 3 Lockheed Super Electra). De resterende vliegtuigen werden half mei 1942 verkocht aan de Amerikaanse strijdkrachten.

### DC-3 Wielewaal van de KLM, registratie no. PK-ALW
Met het uitbreken van de oorlog in Europa werden alle vluchten van de Koninklijke Luchtvaart Maatschappij naar Batavia vanuit Napels uitgevoerd en werd het benodigde periodiek onderhoud ondergebracht bij de KNILM te Bandoeng. In juni 1940, werd de DC-3 Wielewaal van de KLM opnieuw geregistreerd als PK-ALW en onder operationeel beheer gebracht van de KNILM, hoewel hij eigendom bleef van de KLM. Toen duidelijk werd dat Italië de kant van Duitsland zou gaan kiezen, verplaatste de KLM haar basis van Napels naar Lydda in Palestina. Op 8 februari 1942 vertrok de Wielewaal onder commando van gezagvoerder Evert van Dijk vanuit Lydda naar Batavia voor wat later zijn laatste vlucht naar Indië zou zijn. Geadviseerd dat hij niet zoals gepland in Singapore kon landen vanwege de oprukkende Japanse troepen, wachtte van Dijk op verdere instructies te Calcutta. Vrijgegeven om te vertrekken via Akyab, arriveerde van Dijk later te Medan waar hij werd geconfronteerd met een groep van 36 vrouwen en kinderen die op evacuatie naar Batavia aan het wachten waren. Om de extra vracht te kunnen accommoderen werden de zware slaapstoelen te Medan verwijderd en achtergelaten. De Wielewaal arriveerde ten slotte op 15 februari 1942 te Batavia op dezelfde dag dat Singapore was gevallen aan de Japanners. Gedurende haar dienstschema op Oost-Indië had de Wielewaal 34 trips gemaakt naar Batavia met in totaal 26.294 kg aan post.
Op 3 maart 1942 vloog gezagvoerder Eddy Dunlop de PK-ALW naar een in aanbouw zijnd stuk van de Boea-Batoeweg buiten Bandoeng om daar te wachten op de aankomst van de Luitenant-Gouverneur-Generaal Dr. H. van Mook die naar Australië geëvacueerd diende te worden. Pas in de nacht van 7e maart om 01.00 uur, met zware gevechten op nog geen 15 km afstand, vertrok het laatste KNILM-vliegtuig uit Indië met zijn VIP’s die opgewekt een zitplaats op de grond van het vliegtuig accepteerden. Met bijzondere toestemming van de legercommandant vertrokken per vliegtuig (3x Lockheed Lodestar en een DC-3) naar Australië, samen met onder andere Dr. Van Mook, diverse hoge ambtenaren, legercommandant L.H. van Oyen, kapitein Jhr J.M.R. Sandbergh, kapitein D.C. Buurman van Vreeden, kapitein A.L.A. Coppens, luitenant-kolonel Prof Dr. Ir Otten (Hoofd TD) 1e luitenant voor Speciale diensten Mr. Creutzberg (Adjudant van Van Oyen), 1e luitenant-vlieger Simons van de afdeling 1-VL-G-V, 2e bestuurders mitrailleurschutter van der Touw, De Serrière, Guillaume, Ketting, en de Sergeant-monteurs Van Limbeek en Versnel. Zoals de meeste evacuatievluchten van de KNILM was een lang touw door het midden van de cabine de enige houvast voor de passagiers. Na een vlucht van meer dan 7 uur arriveerde het vliegtuig veilig te Port Hedland in Australië. De DC-3 PK-ALW staat nu opgesteld in het Queensland Air Museum.

## Naoorlogse Periode
Na de Tweede Wereldoorlog slaagde de KNILM er niet in haar werk weer op te pakken. Door het uitbreken van gevechten tussen Indonesische nationalisten en de Nederlandse strijdkrachten was in de jaren vlak na de oorlog geen normaal luchtverkeer mogelijk in Nederlands-Indië. Alle vluchten werden in die periode uitgevoerd met militaire transportvliegtuigen, gecoördineerd door het Netherlands Indies Governement Air Transport (NIGAT). In opdracht van het NIGAT werd de KNILM in 1946 op papier opnieuw opgericht met de bedoeling om chartervluchten uit te voeren naar buitenlandse locaties. Vanaf 16 november 1946 werd een wekelijkse luchtlijn gevlogen van Batavia over de Grote Oceaan naar Los Angeles in de Verenigde Staten. Deze dienst werd gevlogen met vier viermotorige Douglas DC-4's van het NIGAT. De dienst was geen succes en moest na enkele maanden worden gestaakt.
Officieel werd de KNILM op 1 augustus 1947 opgeheven, toen de restanten van de KNILM werden overgenomen door de KLM. De KLM richtte op die datum een dochteronderneming op, het KLM Interinsulair Bedrijf, dat de luchtlijnen in de Indonesische archipel ging exploiteren.

## Vliegtuigen van de KNILM

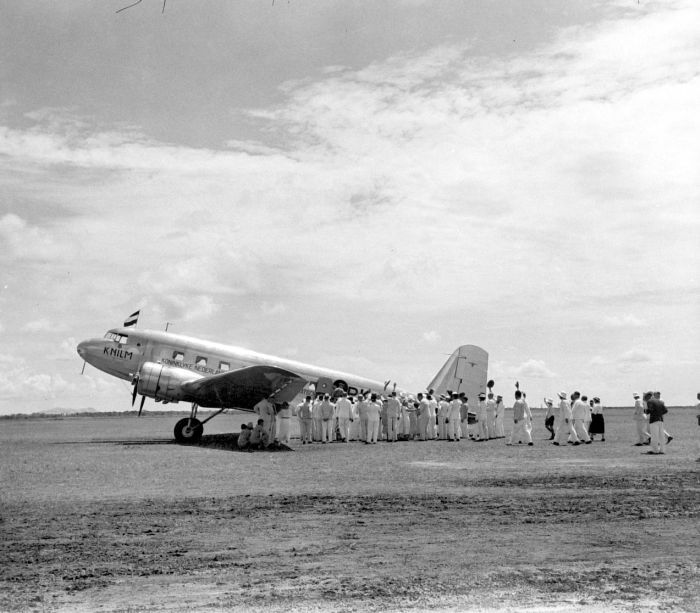
DC-2 van de KNILM in 1936

- 7 Fokker F.VIIb/3m, in dienst tussen 1928 en 1930.
- 2 Fokker F.XII, in dienst 1931.
- 3 Douglas DC-2, in dienst 1935.
- 3 De Havilland Dragon Rapide, in dienst 1935 voor luchtkartering in Nederlands-Nieuw-Guinea.
- 2 Sikorsky S-38 amfibievliegtuigen, in dienst 1936 voor luchtkartering in Nederlands-Nieuw-Guinea.
- 5 Lockheed Super Electra, in dienst 1938 voor de luchtlijn naar Australië.
- 2 Grumman Goose amfibievliegtuigen, in dienst 1940. Een derde werd in 1941 gehuurd van de oliemaatschappij NNGPM
- 3 Douglas DC-3, in 1940 overgenomen van de KLM na de bezetting van Nederland.
- 4 Douglas DC-5, in dienst in 1940-1942.
- 3 Sikorsky S-43 amfibievliegtuigen, in dienst 1941

## Afbeeldingen

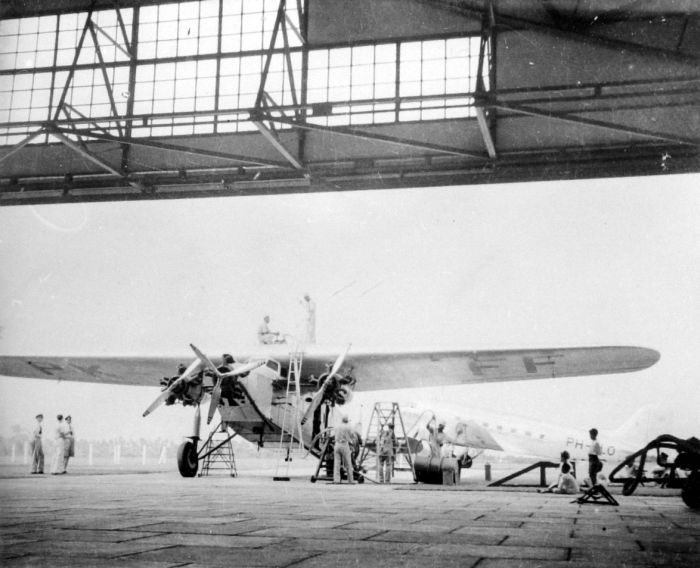
Het vliegtuig Oehoe te Medan Noord-Sumatra
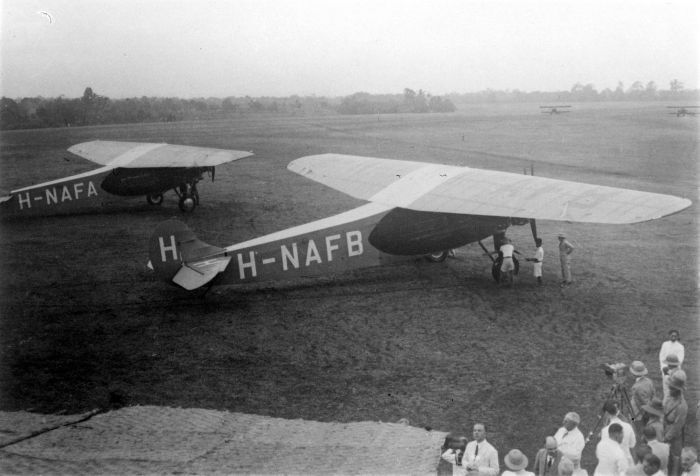
Opening van de eerste luchtlijn van de K.N.I.L.M. op Semarang en Bandoeng in november 1928 op vliegveld Tjililitan bij Batavia
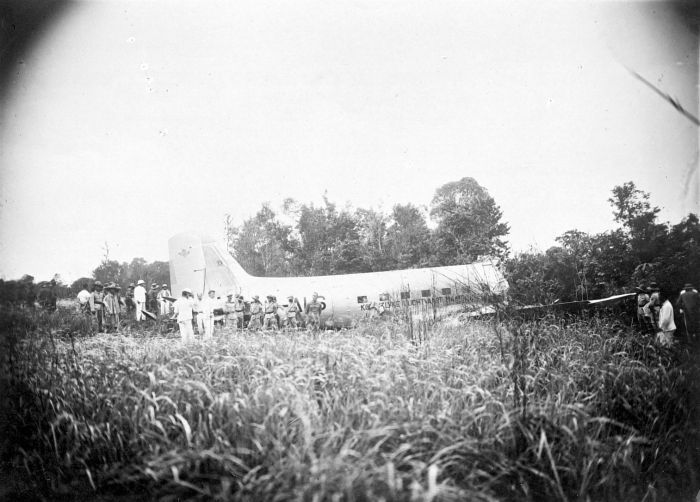
Het neergestorte vliegtuig de Specht bij het vliegveld van Palembang Talang-Betoetoe Zuid-Sumatra
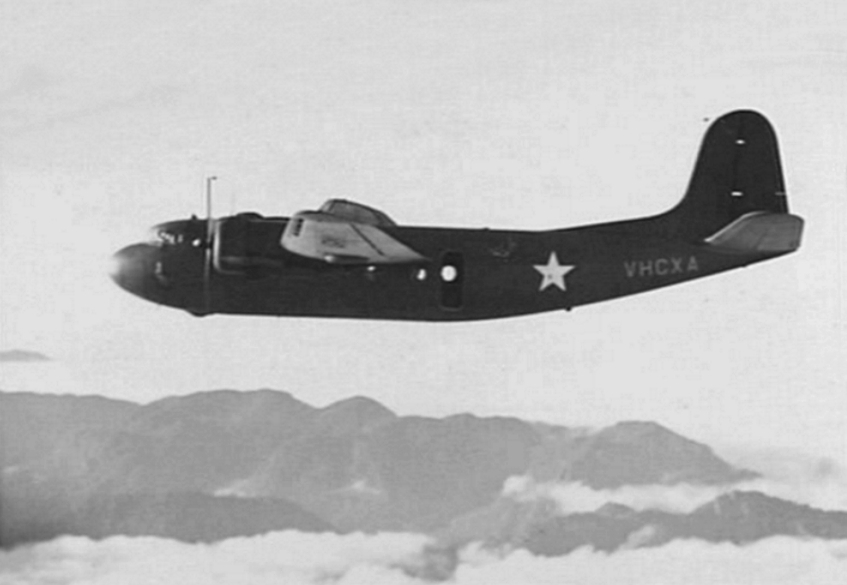
Voormalig vliegtuig van de KNILM
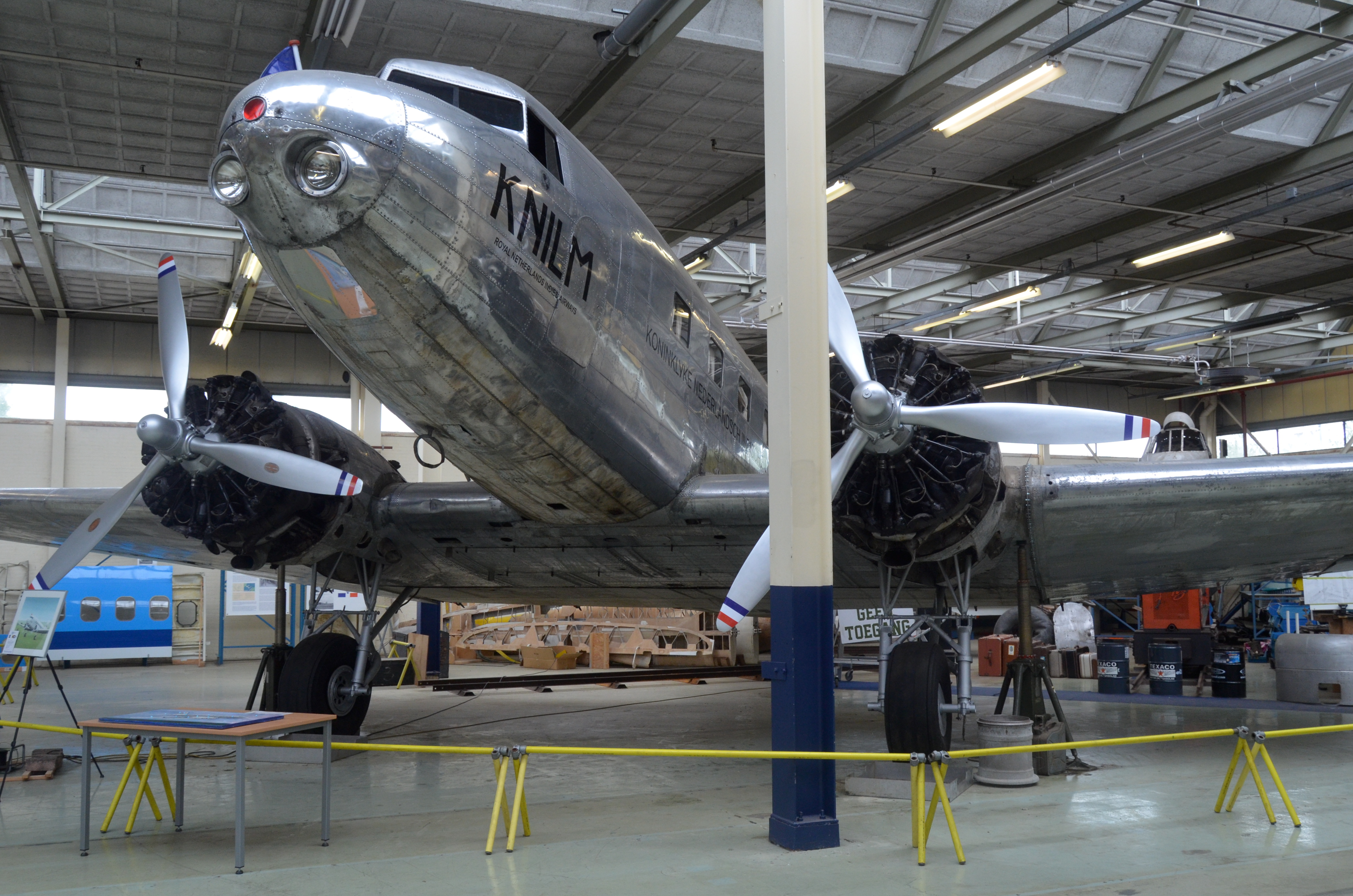
KNILM Douglas DC-2 PK-AFK in het Nederlands Transport Museum

## Routes (in 1936)
- Batavia-Bandoeng (2 maal daags bij westmoesson; 3 maal daags bij oostmoesson)
- Batavia-Semarang-Soerabaja (dagelijks)
- Batavia-Palembang-Singapore (wekelijks)
- Batavia-Palembang-Pakanbaroe-Medan (wekelijks)
- Batavia-Soerabaja-Banjermasin-Balikpapan-Tarakan (wekelijks)
- Soerabaja-Den Pasar (wekelijks)

## Bekende personen bij de KNILM
- Albert Plesman
- Iwan Smirnoff
- Willem Versteegh
- Gus Winckel
- René Wittert van Hoogland